# Lista över ledamöter av Sveriges riksdag 2002–2006
Det här är en lista över ledamöter av Sveriges riksdag, mandatperioden 2002–2006.
Statsråd är markerade i fet stil och partiledare i kursiv stil.

## Invalda ledamöter
| Nr  | Namn | Namn                                               | Parti                    | Valkrets                     |
| --- | ---- | -------------------------------------------------- | ------------------------ | ---------------------------- |
| 1   |      | Carl-Erik Skårman                                  | Moderata samlingspartiet | Stockholms kommun            |
| 2   |      | Gabriel Romanus                                    | Folkpartiet liberalerna  | Stockholms kommun            |
| 3   |      | Mikael Odenberg                                    | Moderata samlingspartiet | Stockholms kommun            |
| 4   |      | Henrik S. Järrel                                   | Moderata samlingspartiet | Stockholms kommun            |
| 5   |      | Sylvia Lindgren                                    | Socialdemokraterna       | Stockholms kommun            |
| 6   |      | Beatrice Ask                                       | Moderata samlingspartiet | Stockholms kommun            |
| 7   |      | Ulla Hoffmann                                      | Vänsterpartiet           | Stockholms kommun            |
| 8   |      | Inger Nordlander                                   | Socialdemokraterna       | Stockholms kommun            |
| 9   |      | Yvonne Ruwaida                                     | Miljöpartiet de Gröna    | Stockholms kommun            |
| 10  |      | Bo Könberg                                         | Folkpartiet liberalerna  | Stockholms kommun            |
| 11  |      | Stefan Attefall                                    | Kristdemokraterna        | Stockholms kommun            |
| 12  |      | Anders Ygeman                                      | Socialdemokraterna       | Stockholms kommun            |
| 13  |      | Nikos Papadopoulos                                 | Socialdemokraterna       | Stockholms kommun            |
| 14  |      | Anna Lilliehöök                                    | Moderata samlingspartiet | Stockholms kommun            |
| 15  |      | Lars Ohly                                          | Vänsterpartiet           | Stockholms kommun            |
| 16  |      | Helena Höij                                        | Kristdemokraterna        | Stockholms kommun            |
| 17  |      | Kalle Larsson                                      | Vänsterpartiet           | Stockholms kommun            |
| 18  |      | Ana Maria Narti                                    | Folkpartiet liberalerna  | Stockholms kommun            |
| 19  |      | Bosse Ringholm (ersättare: Kaj Nordquist)          | Socialdemokraterna       | Stockholms kommun            |
| 20  |      | Mauricio Rojas                                     | Folkpartiet liberalerna  | Stockholms kommun            |
| 21  |      | Maria Hassan                                       | Socialdemokraterna       | Stockholms kommun            |
| 22  |      | Lena Adelsohn Liljeroth                            | Moderata samlingspartiet | Stockholms kommun            |
| 23  |      | Börje Vestlund                                     | Socialdemokraterna       | Stockholms kommun            |
| 24  |      | Gunilla Carlsson                                   | Moderata samlingspartiet | Stockholms kommun            |
| 25  |      | Joe Frans                                          | Socialdemokraterna       | Stockholms kommun            |
| 26  |      | Nyamko Sabuni                                      | Folkpartiet liberalerna  | Stockholms kommun            |
| 27  |      | Veronica Palm                                      | Socialdemokraterna       | Stockholms kommun            |
| 28  |      | Birgitta Ohlsson                                   | Folkpartiet liberalerna  | Stockholms kommun            |
| 29  |      | Gustav Fridolin                                    | Miljöpartiet de Gröna    | Stockholms kommun            |
| 30  |      | Anita Johansson                                    | Socialdemokraterna       | Stockholms län               |
| 31  |      | Lars Leijonborg                                    | Folkpartiet liberalerna  | Stockholms län               |
| 32  |      | Jan Emanuel Johansson                              | Socialdemokraterna       | Stockholms län               |
| 33  |      | Gudrun Schyman                                     | oberoende                | Stockholms län               |
| 34  |      | Mona Sahlin (ersättare: Britta Lejon)              | Socialdemokraterna       | Stockholms län               |
| 35  |      | Mats Odell                                         | Kristdemokraterna        | Stockholms län               |
| 36  |      | Göran Lennmarker                                   | Moderata samlingspartiet | Stockholms län               |
| 37  |      | Inger Davidson                                     | Kristdemokraterna        | Stockholms län               |
| 38  |      | Björn Hamilton                                     | Moderata samlingspartiet | Stockholms län               |
| 39  |      | Fredrik Reinfeldt                                  | Moderata samlingspartiet | Stockholms län               |
| 40  |      | Karin Pilsäter                                     | Folkpartiet liberalerna  | Stockholms län               |
| 41  |      | Ola Rask                                           | Socialdemokraterna       | Stockholms län               |
| 42  |      | Björn von Sydow (ersättare: Mariam Osman Sherifay) | Socialdemokraterna       | Stockholms län               |
| 43  |      | Eva Arvidsson                                      | Socialdemokraterna       | Stockholms län               |
| 44  |      | Pär Nuder (ersättare: Christer Erlandsson)         | Socialdemokraterna       | Stockholms län               |
| 45  |      | Carina Moberg                                      | Socialdemokraterna       | Stockholms län               |
| 46  |      | Christina Axelsson                                 | Socialdemokraterna       | Stockholms län               |
| 47  |      | Marietta de Pourbaix-Lundin                        | Moderata samlingspartiet | Stockholms län               |
| 48  |      | Ingvar Svensson                                    | Kristdemokraterna        | Stockholms län               |
| 49  |      | Catharina Elmsäter-Svärd                           | Moderata samlingspartiet | Stockholms län               |
| 50  |      | Cinnika Beiming (ersättare: Maryam Yazdanfar)      | Socialdemokraterna       | Stockholms län               |
| 51  |      | Tommy Waidelich                                    | Socialdemokraterna       | Stockholms län               |
| 52  |      | Henrik Westman                                     | Moderata samlingspartiet | Stockholms län               |
| 53  |      | Helena Bargholtz                                   | Folkpartiet liberalerna  | Stockholms län               |
| 54  |      | Lars Ångström                                      | Miljöpartiet de Gröna    | Stockholms län               |
| 55  |      | Mats Einarsson                                     | Vänsterpartiet           | Stockholms län               |
| 56  |      | Yilmaz Kerimo                                      | Socialdemokraterna       | Stockholms län               |
| 57  |      | Karin Enström                                      | Moderata samlingspartiet | Stockholms län               |
| 58  |      | Carl B. Hamilton                                   | Folkpartiet liberalerna  | Stockholms län               |
| 59  |      | Gunnar Andrén                                      | Folkpartiet liberalerna  | Stockholms län               |
| 60  |      | Sermin Özürküt                                     | Vänsterpartiet           | Stockholms län               |
| 61  |      | Kerstin Lundgren                                   | Centerpartiet            | Stockholms län               |
| 62  |      | Nina Lundström                                     | Folkpartiet liberalerna  | Stockholms län               |
| 63  |      | Ewa Björling                                       | Moderata samlingspartiet | Stockholms län               |
| 64  |      | Hillevi Engström                                   | Moderata samlingspartiet | Stockholms län               |
| 65  |      | Mikaela Valtersson                                 | Miljöpartiet de Gröna    | Stockholms län               |
| 66  |      | Martin Andreasson                                  | Folkpartiet liberalerna  | Stockholms län               |
| 67  |      | Mia Franzén                                        | Folkpartiet liberalerna  | Stockholms län               |
| 68  |      | Mikael Damberg                                     | Socialdemokraterna       | Stockholms län               |
| 69  |      | Lennart Hedquist                                   | Moderata samlingspartiet | Uppsala län                  |
| 70  |      | Ingrid Burman                                      | Vänsterpartiet           | Uppsala län                  |
| 71  |      | Rigmor Stenmark                                    | Centerpartiet            | Uppsala län                  |
| 72  |      | Tone Tingsgård                                     | Socialdemokraterna       | Uppsala län                  |
| 73  |      | Per Bill                                           | Moderata samlingspartiet | Uppsala län                  |
| 74  |      | Thomas Östros (ersättare: Rezene Tesfazion)        | Socialdemokraterna       | Uppsala län                  |
| 75  |      | Mats Berglind                                      | Socialdemokraterna       | Uppsala län                  |
| 76  |      | Mikael Oscarsson                                   | Kristdemokraterna        | Uppsala län                  |
| 77  |      | Åsa Domeij                                         | Miljöpartiet de Gröna    | Uppsala län                  |
| 78  |      | Agneta Gille                                       | Socialdemokraterna       | Uppsala län                  |
| 79  |      | Cecilia Wikström                                   | Folkpartiet liberalerna  | Uppsala län                  |
| 80  |      | Erik Ullenhag                                      | Folkpartiet liberalerna  | Uppsala län                  |
| 81  |      | Per Westerberg                                     | Moderata samlingspartiet | Södermanlands län            |
| 82  |      | Reynoldh Furustrand                                | Socialdemokraterna       | Södermanlands län            |
| 83  |      | Michael Hagberg                                    | Socialdemokraterna       | Södermanlands län            |
| 84  |      | Laila Bjurling                                     | Socialdemokraterna       | Södermanlands län            |
| 85  |      | Elisebeht Markström                                | Socialdemokraterna       | Södermanlands län            |
| 86  |      | Björn von der Esch                                 | Kristdemokraterna        | Södermanlands län            |
| 87  |      | Fredrik Olovsson                                   | Socialdemokraterna       | Södermanlands län            |
| 88  |      | Maria Wetterstrand                                 | Miljöpartiet de Gröna    | Södermanlands län            |
| 89  |      | Elina Linna                                        | Vänsterpartiet           | Södermanlands län            |
| 90  |      | Liselott Hagberg                                   | Folkpartiet liberalerna  | Södermanlands län            |
| 91  |      | Roger Tiefensee                                    | Centerpartiet            | Södermanlands län            |
| 92  |      | Stefan Hagfeldt                                    | Moderata samlingspartiet | Östergötlands län            |
| 93  |      | Sonia Karlsson                                     | Socialdemokraterna       | Östergötlands län            |
| 94  |      | Britt-Marie Danestig                               | Vänsterpartiet           | Östergötlands län            |
| 95  |      | Conny Öhman                                        | Socialdemokraterna       | Östergötlands län            |
| 96  |      | Britt Olauson                                      | Socialdemokraterna       | Östergötlands län            |
| 97  |      | Helena Hillar Rosenqvist                           | Miljöpartiet de Gröna    | Östergötlands län            |
| 98  |      | Yvonne Andersson                                   | Kristdemokraterna        | Östergötlands län            |
| 99  |      | Staffan Danielsson                                 | Centerpartiet            | Östergötlands län            |
| 100 |      | Gunnar Axén                                        | Moderata samlingspartiet | Östergötlands län            |
| 101 |      | Anne Ludvigsson                                    | Socialdemokraterna       | Östergötlands län            |
| 102 |      | Sven Brus                                          | Kristdemokraterna        | Östergötlands län            |
| 103 |      | Anna Lindgren                                      | Moderata samlingspartiet | Östergötlands län            |
| 104 |      | Linnéa Darell                                      | Folkpartiet liberalerna  | Östergötlands län            |
| 105 |      | Billy Gustafsson                                   | Socialdemokraterna       | Östergötlands län            |
| 106 |      | Louise Malmström                                   | Socialdemokraterna       | Östergötlands län            |
| 107 |      | Johan Löfstrand                                    | Socialdemokraterna       | Östergötlands län            |
| 108 |      | Karin Granbom                                      | Folkpartiet liberalerna  | Östergötlands län            |
| 109 |      | Magdalena Andersson                                | Moderata samlingspartiet | Jönköpings län               |
| 110 |      | Alf Svensson                                       | Kristdemokraterna        | Jönköpings län               |
| 111 |      | Göran Hägglund                                     | Kristdemokraterna        | Jönköpings län               |
| 112 |      | Martin Nilsson                                     | Socialdemokraterna       | Jönköpings län               |
| 113 |      | Margareta Persson                                  | Socialdemokraterna       | Jönköpings län               |
| 114 |      | Alice Åström                                       | Vänsterpartiet           | Jönköpings län               |
| 115 |      | Carina Hägg                                        | Socialdemokraterna       | Jönköpings län               |
| 116 |      | Margareta Andersson                                | Centerpartiet            | Jönköpings län               |
| 117 |      | Göte Wahlström                                     | Socialdemokraterna       | Jönköpings län               |
| 118 |      | Maria Larsson                                      | Kristdemokraterna        | Jönköpings län               |
| 119 |      | Helene Petersson                                   | Socialdemokraterna       | Jönköpings län               |
| 120 |      | Bengt-Anders Johansson                             | Moderata samlingspartiet | Jönköpings län               |
| 121 |      | Tobias Krantz                                      | Folkpartiet liberalerna  | Jönköpings län               |
| 122 |      | Anders G. Högmark                                  | Moderata samlingspartiet | Kronobergs län               |
| 123 |      | Eskil Erlandsson                                   | Centerpartiet            | Kronobergs län               |
| 124 |      | Tomas Eneroth                                      | Socialdemokraterna       | Kronobergs län               |
| 125 |      | Lars Wegendal                                      | Socialdemokraterna       | Kronobergs län               |
| 126 |      | Carina Adolfsson Elgestam                          | Socialdemokraterna       | Kronobergs län               |
| 127 |      | Olle Sandahl                                       | Kristdemokraterna        | Kronobergs län               |
| 128 |      | Gunnar Nordmark                                    | Folkpartiet liberalerna  | Kronobergs län               |
| 129 |      | Agne Hansson                                       | Centerpartiet            | Kalmar län                   |
| 130 |      | Chatrine Pålsson                                   | Kristdemokraterna        | Kalmar län                   |
| 131 |      | Krister Örnfjäder                                  | Socialdemokraterna       | Kalmar län                   |
| 132 |      | Nils Fredrik Aurelius                              | Moderata samlingspartiet | Kalmar län                   |
| 133 |      | Lennart Beijer                                     | Vänsterpartiet           | Kalmar län                   |
| 134 |      | Agneta Ringman                                     | Socialdemokraterna       | Kalmar län                   |
| 135 |      | Ann-Marie Fagerström                               | Socialdemokraterna       | Kalmar län                   |
| 136 |      | Håkan Juholt                                       | Socialdemokraterna       | Kalmar län                   |
| 137 |      | Sverker Thorén                                     | Folkpartiet liberalerna  | Kalmar län                   |
| 138 |      | Lilian Virgin                                      | Socialdemokraterna       | Gotlands län                 |
| 139 |      | Christer Engelhardt                                | Socialdemokraterna       | Gotlands län                 |
| 140 |      | Christer Skoog                                     | Socialdemokraterna       | Blekinge län                 |
| 141 |      | Jan Björkman                                       | Socialdemokraterna       | Blekinge län                 |
| 142 |      | Jeppe Johnsson                                     | Moderata samlingspartiet | Blekinge län                 |
| 143 |      | Johnny Gylling                                     | Kristdemokraterna        | Blekinge län                 |
| 144 |      | Heli Berg                                          | Folkpartiet liberalerna  | Blekinge län                 |
| 145 |      | Kerstin Andersson                                  | Socialdemokraterna       | Blekinge län                 |
| 146 |      | Hillevi Larsson                                    | Socialdemokraterna       | Malmö kommun                 |
| 147 |      | Göran Persson (ersättare: Luciano Astudillo)       | Socialdemokraterna       | Malmö kommun                 |
| 148 |      | Marie Granlund                                     | Socialdemokraterna       | Malmö kommun                 |
| 149 |      | Britt-Marie Lindkvist                              | Socialdemokraterna       | Malmö kommun                 |
| 150 |      | Sten Lundström                                     | Vänsterpartiet           | Malmö kommun                 |
| 151 |      | Leif Jakobsson                                     | Socialdemokraterna       | Malmö kommun                 |
| 152 |      | Carl-Axel Roslund                                  | Moderata samlingspartiet | Malmö kommun                 |
| 153 |      | Allan Widman                                       | Folkpartiet liberalerna  | Malmö kommun                 |
| 154 |      | Tobias Billström                                   | Moderata samlingspartiet | Malmö kommun                 |
| 155 |      | Annika Nilsson (ersättare: Johan Andersson)        | Socialdemokraterna       | Skåne läns västra            |
| 156 |      | Kenneth Lantz                                      | Kristdemokraterna        | Skåne läns västra            |
| 157 |      | Christina Husmark Pehrsson                         | Moderata samlingspartiet | Skåne läns västra            |
| 158 |      | Anders Karlsson                                    | Socialdemokraterna       | Skåne läns västra            |
| 159 |      | Kent Härstedt                                      | Socialdemokraterna       | Skåne läns västra            |
| 160 |      | Tasso Stafilidis                                   | Vänsterpartiet           | Skåne läns västra            |
| 161 |      | Christin Hagberg                                   | Socialdemokraterna       | Skåne läns västra            |
| 162 |      | Tina Acketoft                                      | Folkpartiet liberalerna  | Skåne läns västra            |
| 163 |      | Torkild Strandberg                                 | Folkpartiet liberalerna  | Skåne läns västra            |
| 164 |      | Peter Danielsson                                   | Moderata samlingspartiet | Skåne läns västra            |
| 165 |      | Anita Jönsson                                      | Socialdemokraterna       | Skåne läns södra             |
| 166 |      | Ronny Olander                                      | Socialdemokraterna       | Skåne läns södra             |
| 167 |      | Catherine Persson                                  | Socialdemokraterna       | Skåne läns södra             |
| 168 |      | Bo Bernhardsson                                    | Socialdemokraterna       | Skåne läns södra             |
| 169 |      | Ulf Nilsson                                        | Folkpartiet liberalerna  | Skåne läns södra             |
| 170 |      | Karin Svensson Smith                               | oberoende                | Skåne läns södra             |
| 171 |      | Morgan Johansson (ersättare: Inger Jarl Beck)      | Socialdemokraterna       | Skåne läns södra             |
| 172 |      | Lars Lindblad                                      | Moderata samlingspartiet | Skåne läns södra             |
| 173 |      | Ewa Thalén Finné                                   | Moderata samlingspartiet | Skåne läns södra             |
| 174 |      | Peter Althin                                       | Kristdemokraterna        | Skåne läns södra             |
| 175 |      | Anne-Marie Pålsson                                 | Moderata samlingspartiet | Skåne läns södra             |
| 176 |      | Marie Wahlgren                                     | Folkpartiet liberalerna  | Skåne läns södra             |
| 177 |      | Ulf Holm                                           | Miljöpartiet de Gröna    | Skåne läns södra             |
| 178 |      | Johan Linander                                     | Centerpartiet            | Skåne läns södra             |
| 179 |      | Maud Ekendahl                                      | Moderata samlingspartiet | Skåne läns norra och östra   |
| 180 |      | Tuve Skånberg                                      | Kristdemokraterna        | Skåne läns norra och östra   |
| 181 |      | Ulla Wester                                        | Socialdemokraterna       | Skåne läns norra och östra   |
| 182 |      | Sven-Erik Sjöstrand                                | Vänsterpartiet           | Skåne läns norra och östra   |
| 183 |      | Anders Bengtsson                                   | Socialdemokraterna       | Skåne läns norra och östra   |
| 184 |      | Christer Nylander                                  | Folkpartiet liberalerna  | Skåne läns norra och östra   |
| 185 |      | Kerstin Engle                                      | Socialdemokraterna       | Skåne läns norra och östra   |
| 186 |      | Lars-Ivar Ericsson                                 | Centerpartiet            | Skåne läns norra och östra   |
| 187 |      | Margareta Pålsson                                  | Moderata samlingspartiet | Skåne läns norra och östra   |
| 188 |      | Göran Persson                                      | Socialdemokraterna       | Skåne läns norra och östra   |
| 189 |      | Christer Adelsbo                                   | Socialdemokraterna       | Skåne läns norra och östra   |
| 190 |      | Alf Eriksson                                       | Socialdemokraterna       | Hallands län                 |
| 191 |      | Majléne Westerlund Panke                           | Socialdemokraterna       | Hallands län                 |
| 192 |      | Pär Axel Sahlberg                                  | Socialdemokraterna       | Hallands län                 |
| 193 |      | Hans Hoff                                          | Socialdemokraterna       | Hallands län                 |
| 194 |      | Lennart Kollmats                                   | Folkpartiet liberalerna  | Hallands län                 |
| 195 |      | Kjell-Erik Karlsson                                | Vänsterpartiet           | Hallands län                 |
| 196 |      | Lars Gustafsson                                    | Kristdemokraterna        | Hallands län                 |
| 197 |      | Jan Ertsborn                                       | Folkpartiet liberalerna  | Hallands län                 |
| 198 |      | Anne Marie Broden                                  | Moderata samlingspartiet | Hallands län                 |
| 199 |      | Jan Andersson                                      | Centerpartiet            | Hallands län                 |
| 200 |      | Henrik von Sydow                                   | Moderata samlingspartiet | Hallands län                 |
| 201 |      | Marianne Carlström                                 | Socialdemokraterna       | Göteborgs kommun             |
| 202 |      | Erling Bager                                       | Folkpartiet liberalerna  | Göteborgs kommun             |
| 203 |      | Rolf Olsson                                        | Vänsterpartiet           | Göteborgs kommun             |
| 204 |      | Claes-Göran Brandin                                | Socialdemokraterna       | Göteborgs kommun             |
| 205 |      | Eva Flyborg                                        | Folkpartiet liberalerna  | Göteborgs kommun             |
| 206 |      | Siw Wittgren-Ahl                                   | Socialdemokraterna       | Göteborgs kommun             |
| 207 |      | Göran Lindblad                                     | Moderata samlingspartiet | Göteborgs kommun             |
| 208 |      | Anita Sidén                                        | Moderata samlingspartiet | Göteborgs kommun             |
| 209 |      | Berit Jóhannesson                                  | Vänsterpartiet           | Göteborgs kommun             |
| 210 |      | Per Landgren                                       | Kristdemokraterna        | Göteborgs kommun             |
| 211 |      | Cecilia Magnusson                                  | Moderata samlingspartiet | Göteborgs kommun             |
| 212 |      | Claes Roxbergh                                     | Miljöpartiet de Gröna    | Göteborgs kommun             |
| 213 |      | Annelie Enochson                                   | Kristdemokraterna        | Göteborgs kommun             |
| 214 |      | Leif Pagrotsky (ersättare: Rolf Lindén)            | Socialdemokraterna       | Göteborgs kommun             |
| 215 |      | Lars Johansson                                     | Socialdemokraterna       | Göteborgs kommun             |
| 216 |      | Gunilla Carlsson                                   | Socialdemokraterna       | Göteborgs kommun             |
| 217 |      | Cecilia Wigström                                   | Folkpartiet liberalerna  | Göteborgs kommun             |
| 218 |      | Axel Darvik                                        | Folkpartiet liberalerna  | Göteborgs kommun             |
| 219 |      | Lennart Nilsson                                    | Socialdemokraterna       | Västra Götalands läns västra |
| 220 |      | Lars Bäckström                                     | Vänsterpartiet           | Västra Götalands läns västra |
| 221 |      | Inger René                                         | Moderata samlingspartiet | Västra Götalands läns västra |
| 222 |      | Kent Olsson                                        | Moderata samlingspartiet | Västra Götalands läns västra |
| 223 |      | Mona Berglund Nilsson                              | Socialdemokraterna       | Västra Götalands läns västra |
| 224 |      | Rosita Runegrund                                   | Kristdemokraterna        | Västra Götalands läns västra |
| 225 |      | Åsa Torstensson                                    | Centerpartiet            | Västra Götalands läns västra |
| 226 |      | Jan-Olof Larsson                                   | Socialdemokraterna       | Västra Götalands läns västra |
| 227 |      | Marita Aronsson                                    | Folkpartiet liberalerna  | Västra Götalands läns västra |
| 228 |      | Mona Jönsson                                       | Miljöpartiet de Gröna    | Västra Götalands läns västra |
| 229 |      | Lars Tysklind                                      | Folkpartiet liberalerna  | Västra Götalands läns västra |
| 230 |      | Catharina Bråkenhielm                              | Socialdemokraterna       | Västra Götalands läns västra |
| 231 |      | Kenneth G. Forslund                                | Socialdemokraterna       | Västra Götalands läns västra |
| 232 |      | Britt Bohlin Olsson                                | Socialdemokraterna       | Västra Götalands läns norra  |
| 233 |      | Barbro Feltzing                                    | Miljöpartiet de Gröna    | Västra Götalands läns norra  |
| 234 |      | Nils-Erik Söderqvist                               | Socialdemokraterna       | Västra Götalands läns norra  |
| 235 |      | Elizabeth Nyström                                  | Moderata samlingspartiet | Västra Götalands läns norra  |
| 236 |      | Ingemar Vänerlöv                                   | Kristdemokraterna        | Västra Götalands läns norra  |
| 237 |      | Christina Oskarsson                                | Socialdemokraterna       | Västra Götalands läns norra  |
| 238 |      | Rossana Dinamarca                                  | Vänsterpartiet           | Västra Götalands läns norra  |
| 239 |      | Anita Brodén                                       | Folkpartiet liberalerna  | Västra Götalands läns norra  |
| 240 |      | Peter Johnsson                                     | Socialdemokraterna       | Västra Götalands läns norra  |
| 241 |      | Annika Qarlsson                                    | Centerpartiet            | Västra Götalands läns norra  |
| 242 |      | Arne Kjörnsberg                                    | Socialdemokraterna       | Västra Götalands läns södra  |
| 243 |      | Berndt Ekholm                                      | Socialdemokraterna       | Västra Götalands läns södra  |
| 244 |      | Sonja Fransson (ersättare: Ann-Christin Ahlberg)   | Socialdemokraterna       | Västra Götalands läns södra  |
| 245 |      | Anne-Marie Ekström                                 | Folkpartiet liberalerna  | Västra Götalands läns södra  |
| 246 |      | Else-Marie Lindgren                                | Kristdemokraterna        | Västra Götalands läns södra  |
| 247 |      | Ulf Sjösten                                        | Moderata samlingspartiet | Västra Götalands läns södra  |
| 248 |      | Claes Västerteg                                    | Centerpartiet            | Västra Götalands läns södra  |
| 249 |      | Kjell Nordström                                    | Socialdemokraterna       | Västra Götalands läns östra  |
| 250 |      | Birgitta Carlsson                                  | Centerpartiet            | Västra Götalands läns östra  |
| 251 |      | Holger Gustafsson                                  | Kristdemokraterna        | Västra Götalands läns östra  |
| 252 |      | Per Rosengren                                      | Vänsterpartiet           | Västra Götalands läns östra  |
| 253 |      | Monica Green                                       | Socialdemokraterna       | Västra Götalands läns östra  |
| 254 |      | Urban Ahlin                                        | Socialdemokraterna       | Västra Götalands läns östra  |
| 255 |      | Carina Ohlsson                                     | Socialdemokraterna       | Västra Götalands läns östra  |
| 256 |      | Christer Winbäck                                   | Folkpartiet liberalerna  | Västra Götalands läns östra  |
| 257 |      | Cecilia Widegren                                   | Moderata samlingspartiet | Västra Götalands läns östra  |
| 258 |      | Jarl Lander                                        | Socialdemokraterna       | Värmlands län                |
| 259 |      | Ann-Kristine Johansson                             | Socialdemokraterna       | Värmlands län                |
| 260 |      | Marie Engström                                     | Vänsterpartiet           | Värmlands län                |
| 261 |      | Marina Pettersson                                  | Socialdemokraterna       | Värmlands län                |
| 262 |      | Viviann Gerdin                                     | Centerpartiet            | Värmlands län                |
| 263 |      | Runar Patriksson                                   | Folkpartiet liberalerna  | Värmlands län                |
| 264 |      | Dan Kihlström                                      | Kristdemokraterna        | Värmlands län                |
| 265 |      | Jan-Evert Rådhström                                | Moderata samlingspartiet | Värmlands län                |
| 266 |      | Leif Björnlod                                      | Miljöpartiet de Gröna    | Värmlands län                |
| 267 |      | Tommy Ternemar                                     | Socialdemokraterna       | Värmlands län                |
| 268 |      | Berit Högman                                       | Socialdemokraterna       | Värmlands län                |
| 269 |      | Matilda Ernkrans                                   | Socialdemokraterna       | Örebro län                   |
| 270 |      | Nils-Göran Holmqvist                               | Socialdemokraterna       | Örebro län                   |
| 271 |      | Helena Frisk                                       | Socialdemokraterna       | Örebro län                   |
| 272 |      | Sten Tolgfors                                      | Moderata samlingspartiet | Örebro län                   |
| 273 |      | Peter Pedersen                                     | Vänsterpartiet           | Örebro län                   |
| 274 |      | Mikael Johansson                                   | Miljöpartiet de Gröna    | Örebro län                   |
| 275 |      | Johan Pehrson                                      | Folkpartiet liberalerna  | Örebro län                   |
| 276 |      | Sofia Larsen                                       | Centerpartiet            | Örebro län                   |
| 277 |      | Lennart Axelsson                                   | Socialdemokraterna       | Örebro län                   |
| 278 |      | Sven Gunnar Persson                                | Kristdemokraterna        | Örebro län                   |
| 279 |      | Thomas Bodström (ersättare: Ameer Sachet)          | Socialdemokraterna       | Örebro län                   |
| 280 |      | Göran Magnusson                                    | Socialdemokraterna       | Västmanlands län             |
| 281 |      | Margareta Israelsson                               | Socialdemokraterna       | Västmanlands län             |
| 282 |      | Kerstin Heinemann                                  | Folkpartiet liberalerna  | Västmanlands län             |
| 283 |      | Tomas Högström                                     | Moderata samlingspartiet | Västmanlands län             |
| 284 |      | Sven-Erik Österberg (ersättare: Pia Nilsson)       | Socialdemokraterna       | Västmanlands län             |
| 285 |      | Mariann Ytterberg                                  | Socialdemokraterna       | Västmanlands län             |
| 286 |      | Paavo Vallius                                      | Socialdemokraterna       | Västmanlands län             |
| 287 |      | Jörgen Johansson                                   | Centerpartiet            | Västmanlands län             |
| 288 |      | Karin Thorborg                                     | Vänsterpartiet           | Västmanlands län             |
| 289 |      | Torsten Lindström                                  | Kristdemokraterna        | Västmanlands län             |
| 290 |      | Per Erik Granström                                 | Socialdemokraterna       | Dalarnas län                 |
| 291 |      | Barbro Hietala Nordlund                            | Socialdemokraterna       | Dalarnas län                 |
| 292 |      | Rolf Gunnarsson                                    | Moderata samlingspartiet | Dalarnas län                 |
| 293 |      | Lennart Fremling                                   | Folkpartiet liberalerna  | Dalarnas län                 |
| 294 |      | Kenneth Johansson                                  | Centerpartiet            | Dalarnas län                 |
| 295 |      | Jan Lindholm                                       | Miljöpartiet de Gröna    | Dalarnas län                 |
| 296 |      | Marita Ulvskog                                     | Socialdemokraterna       | Dalarnas län                 |
| 297 |      | Kurt Kvarnström                                    | Socialdemokraterna       | Dalarnas län                 |
| 298 |      | Anders Wiklund                                     | Vänsterpartiet           | Dalarnas län                 |
| 299 |      | Ulrik Lindgren                                     | Kristdemokraterna        | Dalarnas län                 |
| 300 |      | Anneli Särnblad                                    | Socialdemokraterna       | Dalarnas län                 |
| 301 |      | Sinikka Bohlin                                     | Socialdemokraterna       | Gävleborgs län               |
| 302 |      | Patrik Norinder                                    | Moderata samlingspartiet | Gävleborgs län               |
| 303 |      | Ulrica Messing (ersättare: Yoomi Renström)         | Socialdemokraterna       | Gävleborgs län               |
| 304 |      | Owe Hellberg                                       | Vänsterpartiet           | Gävleborgs län               |
| 305 |      | Sven Bergström                                     | Centerpartiet            | Gävleborgs län               |
| 306 |      | Raimo Pärssinen                                    | Socialdemokraterna       | Gävleborgs län               |
| 307 |      | Per-Olof Svensson                                  | Socialdemokraterna       | Gävleborgs län               |
| 308 |      | Ragnwi Marcelind                                   | Kristdemokraterna        | Gävleborgs län               |
| 309 |      | Lotta Hedström                                     | Miljöpartiet de Gröna    | Gävleborgs län               |
| 310 |      | Hans Backman                                       | Folkpartiet liberalerna  | Gävleborgs län               |
| 312 |      | Hans Stenberg                                      | Socialdemokraterna       | Västernorrlands län          |
| 313 |      | Agneta Lundberg                                    | Socialdemokraterna       | Västernorrlands län          |
| 314 |      | Susanne Eberstein                                  | Socialdemokraterna       | Västernorrlands län          |
| 315 |      | Kerstin Kristiansson Karlstedt                     | Socialdemokraterna       | Västernorrlands län          |
| 316 |      | Göran Norlander                                    | Socialdemokraterna       | Västernorrlands län          |
| 317 |      | Birgitta Sellén                                    | Centerpartiet            | Västernorrlands län          |
| 318 |      | Gunilla Wahlén                                     | Vänsterpartiet           | Västernorrlands län          |
| 319 |      | Lars Lindén                                        | Kristdemokraterna        | Västernorrlands län          |
| 320 |      | Solveig Hellquist                                  | Folkpartiet liberalerna  | Västernorrlands län          |
| 321 |      | Bertil Kjellberg                                   | Moderata samlingspartiet | Västernorrlands län          |
| 322 |      | Gunnar Sandberg                                    | Socialdemokraterna       | Jämtlands län                |
| 323 |      | Rune Berglund                                      | Socialdemokraterna       | Jämtlands län                |
| 324 |      | Berit Andnor (ersättare: Marie Nordén)             | Socialdemokraterna       | Jämtlands län                |
| 325 |      | Ola Sundell                                        | Moderata samlingspartiet | Jämtlands län                |
| 326 |      | Camilla Sköld Jansson                              | Vänsterpartiet           | Jämtlands län                |
| 327 |      | Håkan Larsson                                      | Centerpartiet            | Jämtlands län                |
| 328 |      | Carin Lundberg                                     | Socialdemokraterna       | Västerbottens län            |
| 329 |      | Britta Rådström                                    | Socialdemokraterna       | Västerbottens län            |
| 330 |      | Lars Lilja                                         | Socialdemokraterna       | Västerbottens län            |
| 331 |      | Lennart Gustavsson                                 | Vänsterpartiet           | Västerbottens län            |
| 332 |      | Yvonne Ångström                                    | Folkpartiet liberalerna  | Västerbottens län            |
| 333 |      | Karl Gustav Abrahamsson                            | Socialdemokraterna       | Västerbottens län            |
| 334 |      | Gunilla Tjernberg                                  | Kristdemokraterna        | Västerbottens län            |
| 335 |      | Ulla Löfgren                                       | Moderata samlingspartiet | Västerbottens län            |
| 336 |      | Ingegerd Saarinen                                  | Miljöpartiet de Gröna    | Västerbottens län            |
| 337 |      | Sören Wibe                                         | Socialdemokraterna       | Västerbottens län            |
| 338 |      | Maud Olofsson                                      | Centerpartiet            | Västerbottens län            |
| 339 |      | Lennart Klockare                                   | Socialdemokraterna       | Norrbottens län              |
| 340 |      | Kristina Zakrisson                                 | Socialdemokraterna       | Norrbottens län              |
| 341 |      | Birgitta Ahlqvist                                  | Socialdemokraterna       | Norrbottens län              |
| 342 |      | Siv Holma                                          | Vänsterpartiet           | Norrbottens län              |
| 343 |      | Peter Eriksson                                     | Miljöpartiet de Gröna    | Norrbottens län              |
| 344 |      | Erling Wälivaara                                   | Kristdemokraterna        | Norrbottens län              |
| 345 |      | Karin Åström                                       | Socialdemokraterna       | Norrbottens län              |
| 346 |      | Lars U. Granberg                                   | Socialdemokraterna       | Norrbottens län              |
| 347 |      | Maria Öberg                                        | Socialdemokraterna       | Norrbottens län              |
| 348 |      | Krister Hammarbergh                                | Moderata samlingspartiet | Norrbottens län              |
| 349 |      | Anna Grönlund Krantz                               | Folkpartiet liberalerna  | Norrbottens län              |

## Ledamöter som avgått
| Plats | Avgången ledamot | Avgången ledamot     | Parti                    | Valkrets                   | Ny ledamot            | Fr.o.m.           |
| ----- | ---------------- | -------------------- | ------------------------ | -------------------------- | --------------------- | ----------------- |
| 288   |                  | Stig Henriksson      | Vänsterpartiet           | Västmanlands län           | Karin Thorborg        | 1 oktober 2002    |
| 346   |                  | Björn Rosengren      | Socialdemokraterna       | Norrbottens län            | Lars U. Granberg      | 22 oktober 2002   |
| 38    |                  | Chris Heister        | Moderata samlingspartiet | Stockholms län             | Björn Hamilton        | 7 november 2002   |
| 109   |                  | Anders Björck        | Moderata samlingspartiet | Jönköpings län             | Magdalena Andersson   | 31 december 2002  |
| 92    |                  | Per Unckel           | Moderata samlingspartiet | Östergötlands län          | Stefan Hagfeldt       | 1 januari 2003    |
| 203   |                  | Johan Lönnroth       | Vänsterpartiet           | Göteborgs kommun           | Rolf Olsson           | 6 februari 2003   |
| 87    |                  | Anna Lindh           | Socialdemokraterna       | Södermanlands län          | Fredrik Olovsson      | 11 september 2003 |
| 322   |                  | Margareta Winberg    | Socialdemokraterna       | Jämtlands län              | Gunnar Sandberg       | 31 oktober 2003   |
| 32    |                  | Ingela Thalén        | Socialdemokraterna       | Stockholms län             | Jan Emanuel Johansson | 15 juni 2004      |
| 8     |                  | Inger Segelström     | Socialdemokraterna       | Stockholms kommun          | Inger Nordlander      | 20 juli 2004      |
| 1     |                  | Gunnar Hökmark       | Moderata samlingspartiet | Stockholms kommun          | Carl-Erik Skårman     | 20 juli 2004      |
| 348   |                  | Anna Ibrisagic       | Moderata samlingspartiet | Norrbottens län            | Krister Hammarbergh   | 20 juli 2004      |
| 99    |                  | Lena Ek              | Centerpartiet            | Östergötlands län          | Staffan Danielsson    | 20 juli 2004      |
| 345   |                  | Anders Sundström     | Socialdemokraterna       | Norrbottens län            | Karin Åström          | 1 augusti 2004    |
| 329   |                  | Lena Sandlin-Hedman  | Socialdemokraterna       | Västerbottens län          | Britta Rådström       | 14 september 2004 |
| 173   |                  | Carl-Axel Johansson  | Moderata samlingspartiet | Skåne läns södra           | Ewa Thalén Finné      | 14 september 2004 |
| 179   |                  | Bo Lundgren          | Moderata samlingspartiet | Skåne läns norra och östra | Maud Ekendahl         | 1 oktober 2004    |
| 119   |                  | Lars Engqvist        | Socialdemokraterna       | Jönköpings län             | Helene Petersson      | 1 oktober 2004    |
| 146   |                  | Lars-Erik Lövdén     | Socialdemokraterna       | Malmö kommun               | Hillevi Larsson       | 1 november 2004   |
| 295   |                  | Kerstin-Maria Stalín | Miljöpartiet de Gröna    | Dalarnas län               | Jan Lindholm          | 15 november 2004  |
| 10    |                  | Bo Könberg           | Folkpartiet liberalerna  | Stockholms kommun          | Louise Edlind Friberg | 1 januari 2006    |
| 269   |                  | Inger Lundberg       | Socialdemokraterna       | Örebro län                 | Matilda Ernkrans      | 18 februari 2006  |
| 96    |                  | Berndt Sköldestig    | Socialdemokraterna       | Östergötlands län          | Britt Olauson         | 13 april 2006     |